# 羯剌藍
羯剌藍（羅馬化：kalala），又譯為歌羅羅、 迦羅邏、羯羅藍，佛教術語，源自古印度醫學，相當於現代醫學所稱，尚在胚胎狀態的受精卵，之後會發育成完整個體。為結胎五位之一。

## 概論
羯剌藍，意為凝滑或做愛。是指在發生性行為後，男性精子與女性卵子結合之後，成為受精卵的狀態。古印度醫學認為，在男女做愛後，精血混合後形成，其狀態如液態乳酪，會持續七日，這是生命的開端。由羯剌藍開始，次第發育，最終形成完整胎兒。